# Strike (série de televisão)
Título a ser usado para criar uma ligação interna é Strike (série de televisão).
Strike é uma série de televisão britânica, produzida pela BBC One e, distribuída pela HBO. No formato de seriado, a primeira temporada é baseada nos livros The Cuckoo's Calling e The Silkworm, da escritora britânica, JK Rowling (sob o pseudônimo de "Robert Galbraith") e está prevista para ir ao ar no segundo semestre de 2017, em cinco episódios. A série é produzida pela "Brontë Film and Television", produtora independente fundada por J. K. Rowling e seu agente, Neil Blair. Ambos servirão como produtores-executivos ao lado de Ruth Kenley-Letts e Lucy Richer. A direção é de Julian Farino. O primeiro episódio foi transmitido no British Film Institute, em 10 de agosto de 2017, com estreia em 27 de agosto de 2017, na BBC One.

## Precendentes
Em 10 de dezembro de 2014, foi anunciado que o o livro de "Cormoran Strike" deve ser adaptado como uma série de televisão para BBC One, começando com The Cuckoo's Calling ("O Chamado do Cuco"). Rowling mesmo fará o roteiro e também irá colaborar no projeto. O números de episódios foram decididos dois anos mais tarde; apenas 5, ao total.
O site especializado em produção de TV, cinema e comerciais The Knowledge afirma que as gravações de Cormoran Strike irão se iniciar em Londres no outono britânico, que vai de setembro a novembro de 2016.
De acordo com o site, a série, baseada nos romances de J.K. Rowling (escritos sob o pseudônimo de Robert Galbraith), terá 5 episódios de sessenta minutos cada, que cobrirão os dois primeiros livros – dos três lançados – sobre o detetive Cormoran Strike e sua assistente, Robin.
Sarah Phelps, que adaptou Morte Súbita para a televisão, também será responsável pela adaptação de O Chamado do Cuco, enquanto que Ben Richards terá a tarefa de adaptar O Bicho-da-Seda e Vocação Para o Mal, sendo o último, deixado para a segunda temporada da série que já foi confirmada.
Com a aproximação das filmagens, é de se esperar que, muito logo, teremos os atores que irão fazer parte do elenco. Talvez com um anúncio oficial da BBC também teremos esclarecimentos sobre a confusão da duração.
Após a confirmação de que Tom Burke e Holly Grainger estrelariam juntos em "Strike" (novo nome para The Cormoran Strike Mysteries e The Strike Series e Cormoran Strike), as primeiras imagens da série foram divulgadas nas redes sociais.

## Sinopse
Nos três primeiros episódios, a série contará o caso do detetive Cormoran Strike, que investiga o suicídio de uma supermodelo, pensando estar apenas tocando sua vida como investigador privado. Strike conseguiu um cliente e os credores o estão chamando. Ele também terminou com sua namorada de longo prazo e está vivendo em seu escritório.
Nos episódios quatro e cinco, o detetive Strike retorna em um novo mistério, do escritor Owen Quine que desaparece. De início, a Sra. Quine pensa que seu marido apenas se afastou por conta própria, por uns dias — como já tinha feito antes — e ela pede a Strike para que o encontre e o traga para casa. Mas conforme Strike investiga o caso, se torna claro que há mais no desaparecimento de Owen do que sua mulher pensa.

## Elenco
Principal
- Tom Burke como Cormoran Strike
- Holly Grainger como Robin Ellacott
- Kerr Logan como Matthew Cunliffe

Recorrente
- Killian Scott como DI Eric Wardle
- Caitlin Innes Edwards como Ilsa
- Ian Attard como Nick
- Ben Crompton como Shanker
- Elarica Johnson como Lula Landry
- Leo Bill como John Bristow
- Brian Bovell como Derrick Wilson
- Siân Phillips como Lady Yvette
- Bristow Killian Scott como Eric Wardle
- Martin Shaw como Tony Landry
- David Avery como Nico Kolovas-Jon
- Tara Fitzgerald como Tansy Bestigui
- Bronson Webb como Evan Duffield
- Mario Demetriou como um entrevistador

## Seriados
- JK Rowling confirmou que "Lethal White" será adaptado como parte da série de televisão (BBC One), estrelada por Tom Burke e Holliday Grainger.[8]

| # | Título                             | Roteiro / Direção            | Exibição na BBC One                                                |
| --- | ---------------------------------- | ---------------------------- | ------------------------------------------------------------------ |
| 1 | "The Cuckoo's Calling (Episode 1)" | Sarah Phelps / Julian Farino | 27 de Agosto de 2017 10 de Agosto de 2017 (British Film Institute) |
| O detetive, Cormoran Strike, investigará o caso de "Lula Laundy", do livro The Cuckoo's Calling.                        |                                    |                              |                                                                    |
| 2 | "The Cuckoo's Calling (Episode 2)" | Sarah Phelps / Julian Farino | 28 de Agosto de 2017                                               |
| Segunda parte em que, o detetive, Cormoran Strike, investigará o caso de "Lula Laundy", do livro The Cuckoo's Calling.  |                                    |                              |                                                                    |
| 3 | "The Cuckoo's Calling (Episode 3)" | Sarah Phelps / Julian Farino | 3 de Setembro de 2017                                              |
| Terceira parte em que, o detetive, Cormoran Strike, investigará o caso de "Lula Laundy", do livro The Cuckoo's Calling. |                                    |                              |                                                                    |
| 4 | "Silkworm (Episode 1)"             | Ben Richards / Julian Farino | 10 de Setembro de 2017                                             |
| O detetive, Cormoran Strike, investigará o caso de "Owen Quine", do livro The Silkworm.                                 |                                    |                              |                                                                    |
| 5 | "Silkworm (Episode 2)"             | Ben Richards / Julian Farino | 17 de Setembro de 2017                                             |
| Segunda parte em que, o detetive, Cormoran Strike, investigará o caso de "Owen Quine", do livro The Silkworm.           |                                    |                              |                                                                    |